# Dalila Nesci
Pour les articles homonymes, voir Nesci.
Dalila Nesci, née le 23 septembre 1986 à Tropea (Italie), est une journaliste indépendante et femme politique italienne.

## Biographie

### Activité politique
En décembre 2012, alors étudiante en jurisprudence à l’université de Reggio de Calabre, Nesci se présente aux primaires du Mouvement 5 étoiles (M5S). Elle obtient 74 voix et se classe première pour la Chambre des députés. 
Tête de liste du M5S dans la circonscription de Calabre lors des élections générales de 2013, elle y est élue députée de la XVIIe législature. 
Elle fait partie de la Commission parlementaire antimafia de la XVIIIe législature. 